# سند بی، تاسمانی
سند بی (به انگلیسی: Sandy Bay) یک حومه شهر در استرالیا است که در تاسمانی واقع شده‌است.